# Tony Laflamme
Tony Laflamme est une série comique de bande dessinée publiée initialement dans Pilote (1963-1971) et reprise dans Tintin (1973) et Hop! (1993).
C’est Martial qui assura intégralement scénarios et dessins.

## Le thème
La Daltonie est une petite principauté d’Europe centrale dont l’architecture est d’inspiration germanique. Le pays est dirigé par le prince Gustave, débonnaire chauve à la barbe fournie. Les finances de la principauté sont au plus bas à telle enseigne que l’armée est réduite à sa plus simple expression, celle d’une baderne galonnée le général Klatboum et du simple soldat Tony Laflamme. Bien évidemment ce dernier est le souffre-douleur du premier. Tout ceci reste bien sûr bon enfant.

L’idée récurrente de la saga est de faire parler de la Daltonie pour mieux renflouer ses caisses. Inviter les plus grands milliardaires de la planète (Rien ne va plus), créer une réplique du pont de la rivière Kwaï (Le pont de la rivière Seltz), fabriquer un faux monstre lacustre alors que bien évidemment un vrai sommeille (Le monstre du Volapük, Le retour du monstre), etc.

## L’intérêt de la série
Non destinée à être publiée en albums, chaque histoire connait un nombre de pages aléatoires. 28 pour le monstre du Volapük, 36 pour Athlète olympique mais en général à de rares et tardives exceptions autour de la trentaine.

Sans être exceptionnel, l’humour y est de bon aloi. En revanche, il est intéressant de noter que la série essayait de suivre l’air du temps.

Tony Laflamme se rend bien à Tokyo comme athlète lors des Jeux Olympiques de 1964, il participe à la course à la Lune (1967 et 1968) à une époque où les Américains sont sur le point d’atteindre leur objectif. Outre le pont sur la rivière Kwaï déjà évoqué plus haut, on trouve une référence au Volapük, langue universelle à l’instar de l’espéranto, mise à la connaissance des Français lors d’un des discours du général De Gaulle en mai 1962. 

Bref, pour qui veut s’en donner la peine la série est riche de référents plus ou moins oubliés.

## Publications

### Dans Pilote

#### Les histoires à suivre
1. Rien ne va plus (# 198 -212 /1963) : 30 planches
2. Le pont de la rivière Seltz (#213-229 /1963-64) : 34 planches
3. Athlète olympique (#243-260 /1964) : 36 planches
4. Le monstre du Volapük (#281-294 /1965) : 28 planches
5. Le retour du monstre (#295-308 /1965) : 28 planches
6. Solde en solde (#331-344 /1966) : 28 planches
7. Opération survie (#361-374 /1966) : 28 planches
8. Tony Laflamme cosmonaute (#408-422 /1967) : 30 planches
9. Un Daltonien sur la Lune (#449-462 /1968) : 28 planches
10. Tony Laflamme et les 40 voleurs (#618-624 / 1971) : 14 planches

#### Les Récits Complets
11. Tony Laflamme décore le sapin du mess (#269 /1964) : 1 planche 

12. La rébellion de Tony Laflamme (#360 /1966) : 6 planches 

13. Les tyrans ont la dent dure (#571 /1964) : 2 planches 

Dans Super Pocket Pilote
Toutes les histoires publiées dans Super Pocket Pilote sont des récits complets. 

ATTENTION le nombre de planches indiquées infra est celui de ce petit format. Ramené au format traditionnel cela correspond grosso modo à une demi-planche.

14. L’ennui naît de l’uniforme(ité) (#1/ 1968) : 8 planches

15. Tony Laflamme et l’envoyé du diable (#5/ 1969) 8 planches

16. La face nord du Volapük (#8/ 1970) 16 planches

Dans Tintin l’Hebdoptimiste

Reprise du Monstre du Volapük (#48-52/ 1973)

17. Casque Bleu (#66-72/ 1974) : 44 planches

## Les Albums

### Dargaud
- Le monstre du Volapük -1974
- Casque Bleu -1975

### ABDL
Pour des raisons inconnues, l’édition est en format à l’italienne
- Le pont de la rivière Seltz -2005
- Athlète olympique -2005
- Solde en solde -2006
- Opération survie -2006
- Tony Laflamme cosmonaute -2006
- Un Daltonien sur la Lune -2006
- Rien ne va plus -2006
- Hold-up à rebours -2007
- La Rébellion de Tony Laflamme et autres histoires -2007
- Le monstre du Volapük -2007
- Le retour du monstre -2007

### Le Taupinambour
- Rien ne va plus (reprise de .1 et .2)
- Athlète olympique (reprise de .3 et .4)
- Le retour du monstre (reprise de .5 et .6)
- Opération survie (reprise de .7 et .8)
- Un Daltonien sur la Lune (reprise .9 et .10)